# Atrichum subserratum
Atrichum subserratum là một loài Rêu trong họ Polytrichaceae. Loài này được (Harv. & Hook. f.) Mitt. mô tả khoa học đầu tiên năm 1859.